# Auguste Burdeau
Auguste Laurent Burdeau (født 10. september 1851, død 12. december 1894) var en fransk minister.